# Pomnik Pamięci Ofiar Nocy Kryształowej
Pomnik Pamięci Ofiar Nocy Kryształowej – wzniesiony we Wrocławiu u zbiegu ul. Łąkowej i Druckiego-Lubeckiego.
Pomnik w formie trzyczęściowej, granitowej macewy, wzniesiony w miejscu, gdzie kiedyś znajdowała się Nowa Synagoga we Wrocławiu, spalona podczas Nocy kryształowej w 1938 r. W 58 rocznicę tego wydarzenia, 8 listopada 1996 r., wmurowano kamień węgielny pod przyszły pomnik, którego odsłonięcie nastąpiło 9 listopada 1998 r. Na pomniku znajduje się obraz synagogi, daty jej istnienia (1872-1938) oraz napisy w trzech językach (niemieckim, polskim i hebrajskim): Wydali na pastwę ognia świątynię Twoją, aż do gruntu zbezcześcili świątynię Twego Imienia (psalm 74.7), W tym miejscu stała do 9 listopada 1938 r. największa synagoga gminy żydowskiej we Wrocławiu, tej nocy została ona spalona przez zbrodniczy reżim hitlerowski. Z tym aktem zniszczenia rozpoczął się mord Żydów wrocławskich, dzieci, kobiet i mężczyzn. Błogosławiona ich pamięć!.